# Aeropuerto Internacional de Shiraz
El Aeropuerto Internacional de Shiraz, de nombre oficial Aeropuerto Internacional Mártir Dastgheyb de Shiraz (IATA: SYZ; OACI: OISS), situado en la ciudad de Shiraz, es el segundo aeropuerto de Irán en términos de equipamiento tras el Aeropuerto Internacional Imán Jomeini de Teherán y el principal en la provincia iraní de Fars. Alberga, además de líneas nacionales, líneas a distintos países del golfo Pérsico. El aeropuerto tiene asimismo uso militar.

## Compañías y destinos
| Compañía               | Destinos | Terminal      |
| ---------------------- | --- | ------------- |
| Air Arabia             | Sharjah | Internacional |
| Caspian Airlines       | Teherán (Mehrabad), Mashhad (Chárter) | Nacional      |
| Fars Air Qeshm         | Teherán (Mehrabad), Qeshm, Mashhad | Nacional      |
| Iran Air               | Teherán (Mehrabad), Bandar Abbás, Bandar Lengé, Isfahán, Ahvaz, Abadán, Bushehr                                                                                       | Nacional      |
| Iran Air               | Doha, Dubái, Kuwait; Estacionales: Yidda, Medina | Internacional |
| Iran Air Tours         | Teherán (Mehrabad), Abadán, Ahvaz, Isla de Kish, Mashhad | Nacional      |
| Iranian Air Transport  | Isfahán, Teherán (Mehrabad), Ahvaz | Nacional      |
| Iran Aseman Airlines   | Teherán (Mehrabad), Rahst, Bandar Abbás, Chabahar, Qeshm, Lamerd, Lar, Mashhad, Kermanshah, Isfahán, Tabriz, Isla de Kish, Abadán, Ahvaz, Kermán, Sarí, Zahedán, Sirí | Nacional      |
| Iran Aseman Airlines   | Estambul (Sabiha Gökçen), Dubái, Mascate, Kuwait | Internacional |
| Kish Air               | Isla de Kish, Mashhad, Asaluyé, Teherán (Mehrabad) | Nacional      |
| Mahan Air              | Teherán (Mehrabad), Mashhad | Nacional      |
| Mahan Air              | Nayaf, Bagdad, Estacionales: Yidda, Medina | Nacional      |
| Qatar Airways          | Doha | Nacional      |
| Taban Air              | Mashhad(Air charter), Teherán (Mehrabad) | Nacional      |
| Turkish Airlines       | Estambul (Atatürk) | Internacional |
| Saha Air Lines         | Aeropuerto del Golfo Pérsico | Nacional      |
| Saudi Arabian Airlines | Estacionales: Yidda, Medina | Internacional |
| Zagros Air             | Teherán (Mehrabad), Mashhad | Nacional      |

## Terminales
El Aeropuerto Internacional de Shiraz cuenta con tres terminales: dos para las llegadas y salidas de vuelos internacionales y uno para vuelos nacionales. Una cuarta terminal está en curso de construcción para desdoblar los vuelos de cabotaje.